# Crossaster japonicus
Crossaster japonicus is een zeester uit de familie Solasteridae.
De wetenschappelijke naam van de soort werd in 1911 gepubliceerd door Walter Kenrick Fisher.